# Джерело № 1 (Ганичі)
Джерело № 1 — гідрологічна пам'ятка природи місцевого значення. Об'єкт розташований на території Тячівського району Закарпатської області, с. Ганичі, урочище «Стримба».
Площа — 0,5 га, статус отриманий у 1984 році.